# 夏物語 (2006年の映画)
『夏物語』（なつものがたり、原題：그 해 여름）は、2006年製作・公開の韓国映画。

## あらすじ
元大学教授のユン・ソギョンは、60歳を過ぎても独身のまま。ある日、元教え子で放送作家であるイ・スジンが彼のもとを訪れ、彼の初恋の相手を探すという企画を持ち込む。

## スタッフ
- 監督：チョ・グンシク
- 脚本：チョ・グンシク、キム・ウニ
- 音楽：シム・ヒョンジョン
- 美術：イ・チョルホ

## キャスト
- イ・ビョンホン：ユン・ソギョン（吹替：高橋和也）
- スエ：ソ・ジョンイン（吹替：村井かずさ）
- オ・ダルス：ナム・ギュンス（ソギョンの友人）（吹替：高宮俊介）
- イ・セウン：イ・スジン（放送作家、ソギョンの教え子）（吹替：根谷美智子）
- チョン・ソギョン：キム・マンドク（村長）（吹替：鈴木貴征）
- ユ・ヘジン：キムPD ※特別出演（吹替：小野健一）